# Ribbeïta
La ribbeïta és un mineral de la classe dels silicats, que pertany al grup de la leucofenicita. Rep el seu nom en honor de Paul Hubert Ribbe (1935-2017), professor de mineralogia a la Virginia Polytechnic Institute and State University, a Blacksburg, Virgínia, i investigador d'estructures cristal·lines.

## Característiques
La ribbeïta és un silicat de fórmula química Mn2+
5(SiO₄)₂(OH)₂. Va ser aprovada com a espècie vàlida per l'Associació Mineralògica Internacional l'any 1985. Cristal·litza en el sistema ortoròmbic. La seva duresa a l'escala de Mohs és 5.
Segons la classificació de Nickel-Strunz, la ribbeïta pertany a «9.AF - Nesosilicats amb anions addicionals; cations en [4], [5] i/o només coordinació [6]» juntament amb els següents minerals: sil·limanita, andalucita, kanonaïta, cianita, mullita, krieselita, boromullita, yoderita, magnesiostaurolita, estaurolita, zincostaurolita, topazi, norbergita, al·leghanyita, condrodita, reinhardbraunsita, kumtyubeïta, hidroxilcondrodita, humita, manganhumita, clinohumita, sonolita, hidroxilclinohumita, leucofenicita, jerrygibbsita, franciscanita, örebroïta, welinita, el·lenbergerita, sismondita, magnesiocloritoide, ottrelita, poldervaartita i olmiïta.

## Formació i jaciments
Va ser descoberta a la mina Kombat, situada a la localitat homònima del districte de Grootfontein, a la regió d'Otjozondjupa, Namíbia. També ha estat descrita en diversos indrets del Japó, Romania, Rússia, Suïssa i a l'estat de Nova Jersey, als Estats Units.